# První anglo-maráthská válka (1775–1782)
První anglo-maráthská válka (1775–1782)  byla první ze tří anglo-maráthských válek mezi Britskou Východoindickou společností a indickou Maráthskou říší. Válka začala Súratskou smlouvou a skončila smlouvou uzavřenou v Sálbáí v roce 1782.

## Pozadí
Po smrti péšvy Mádhavráa v roce 1772 se stal péšvou jeho bratr Nárájanráo. V srpnu 1773 byl Nárajanráo zavražděn svými palácovými strážci, vedenými jeho strýcem Raghunáthráem. Ten věřil, že se posadí na uvolněný trůn. Nárájanraova manželka Gangabai však po smrti manžela porodila syna, který byl zákonným dědicem trůnu. Novorozené dítě bylo pojmenováno Saváí Mádhavráo (Saváí znamená "Jeden a čtvrt"). Dvanáct maráthských vůdců, známých jako rada Bárbháí ("12 bratrů"), jež vedl Nána Phadnavís usilovali o jmenování dítěte novým péšvou s tím že oni budou vládnout jeho jménem jako regenti.
Raghunáthráo se nemínil vzdát své mocenské pozice. Hledal pomoc u Britů v Bombaji a podepsal dne 6. března 1775 v Suratu s Brity smlouvu. Podle této smlouvy postoupil Raghunáthráo Britům území Salsette a Vasai-Virár spolu s nárokem na část výnosů regionu Surat a Bharúč. Na oplátku Britové slíbili, že poskytnou Raghunáthráovi 2500 vojáků. Britská rada v Kalkatě smlouvu odsoudila a vyslala plukovníka Uptona do Puné, aby dohodu zrušil a uzavřel s regentstvím smlouvu novou. Smlouva z uzavřená v Purandaru 1. března 1776 zrušila dohodu ze Suratu. Britové Raghunáthráa sice dále nepodporovali ale příjmy z regionů si ponechali. Bombajská vláda smlouvu z Purandaru odmítla a poskytla Raghunáthráovi útočiště. Nána Phadnavís v roce 1777 porušil smlouvu s Britskou radou poskytnutím přístavu na západním pobřeží Francii. Jedna z podmínek smlouvy zněla, že Maráthové zamezí Francii zakládání osad na svém území. Angličané se rozhodli vyslat směrem k Puné vojsko.

## Počáteční fáze a smlouva z Purandháru (1775–1776)
Britská vojska pod velením plukovníka Keatinga opustila Súrat 15. března 1775 a vydala se k Puné. Vojsko se utkalo s jednotkami Haripanta Fadka u Adasu dne 18. května 1775 a Britové byli zcela poraženi. Plukovník Keating doprovázený Raghunathraem přišel o 96 mužů. Maráthské jednotky v bitvě u Adasu (Gudžarát měly 150 obětí.

## Bitva u Vadgáonu
V návaznosti na smlouvu mezi Francií a vládou v Puné z roku 1776 se Britové rozhodli znovu zasáhnout. Vojsko vedené plukovníkem Egertonem dorazilo do Khopoli, prorazilo si cestu Západním Ghátem, prošlo průsmykem pohoří Bhór Ghát a dále pochodovalo směrem k městu Kárlé, kterého Britové dosáhli 4. ledna 1779 za stálých útoků maráthské armády. Nakonec byli Britové nuceni ustoupit zpět do Vadgáonu, kde byli rychle obklíčeni. Britové se vzdali a byli nuceni podepsat dne 16. ledna 1779 ve Wadgaonu smlouvu s vítěznými Maráthy.
Posily ze severní Indie, kterým velel plukovník (později generál) Thomas Wyndham Goddard, dorazily příliš pozdě na to aby zachránily Egertonovy jednotky. Britský generální guvernér v Bengálsku Warren Hastings tuto smlouvu odmítl s odůvodněním, že bombajští úředníci nemají žádnou právní moc podepsat takovou smlouvu a nařídil Goddardovi zajistit britské zájmy v této oblasti.
Goddard s 6 000 vojáky zaútočil na pevnost Bhadra a 15. února 1779 dobyli jeho vojáci Ahmadábád (Gudžarát). Posádkou tam bylo 6 000 arabských a sindhských pěšáků a 2 000 koní. Ztráty v boji činily 108 mužů, včetně dvou Britů. Goddard také 11. prosince 1780 dobyl Vasai-Virár. Bengálský oddíl vedený kapitánem Pophamem dobyl 4. srpna 1780 Gválijar, dříve než mohl Mahádadží Šindé provést vojenské přípravy. Mezi ním a generálem Goddardem docházelo v Gudžarátu k mnoha potyčkám, ale žádná strana nedosáhla rozhodujícího vítězství. Warren Hastings vyslal posily, jejichž úkolem bylo obtěžovat Šindého neustálými útoky.

## Deccanská plošina

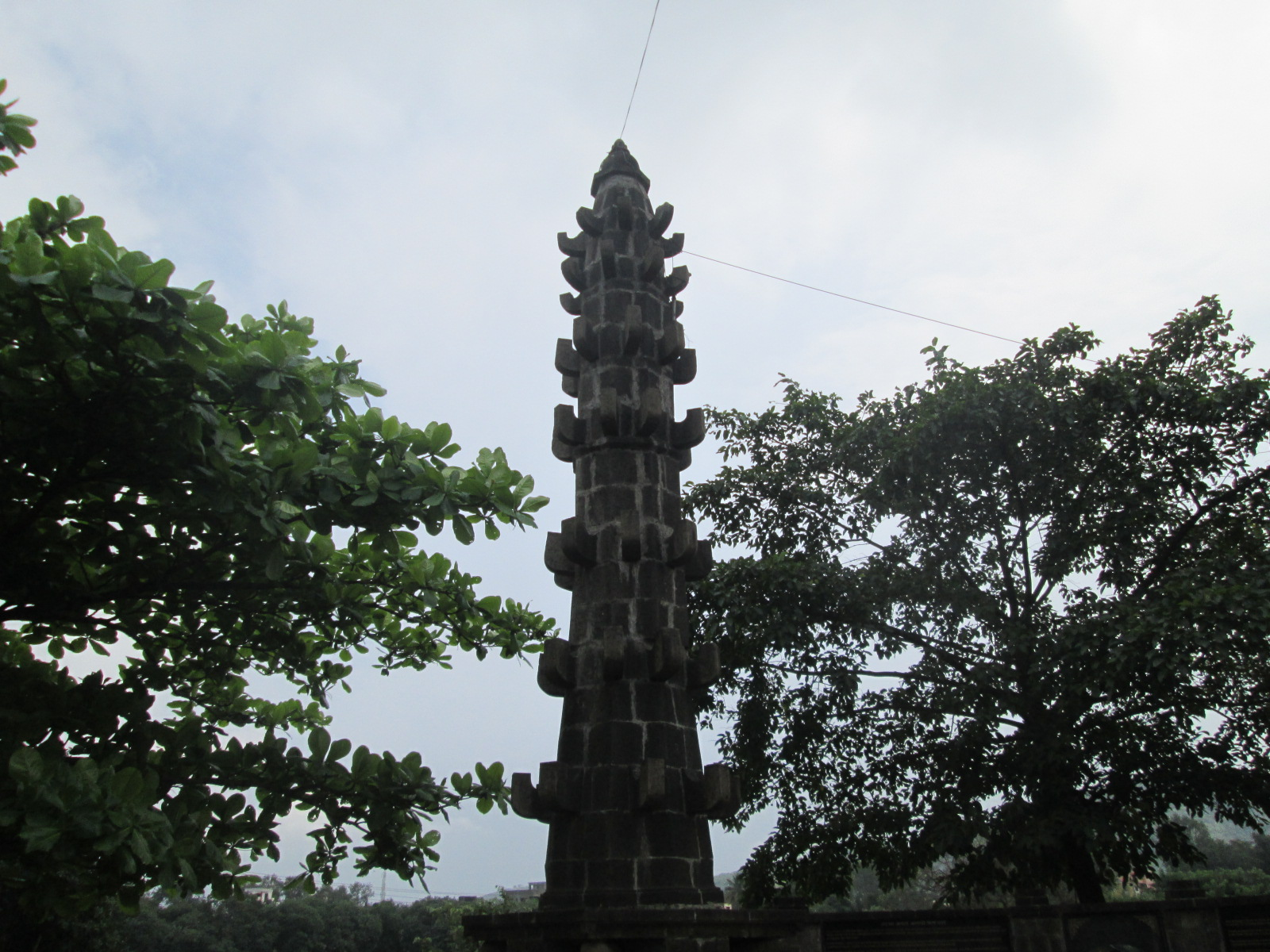
Na památku vítězství Maráthů nad Brity byl postaven ve Wadgaonu v blízkosti města Puné památník v podobě sloupu

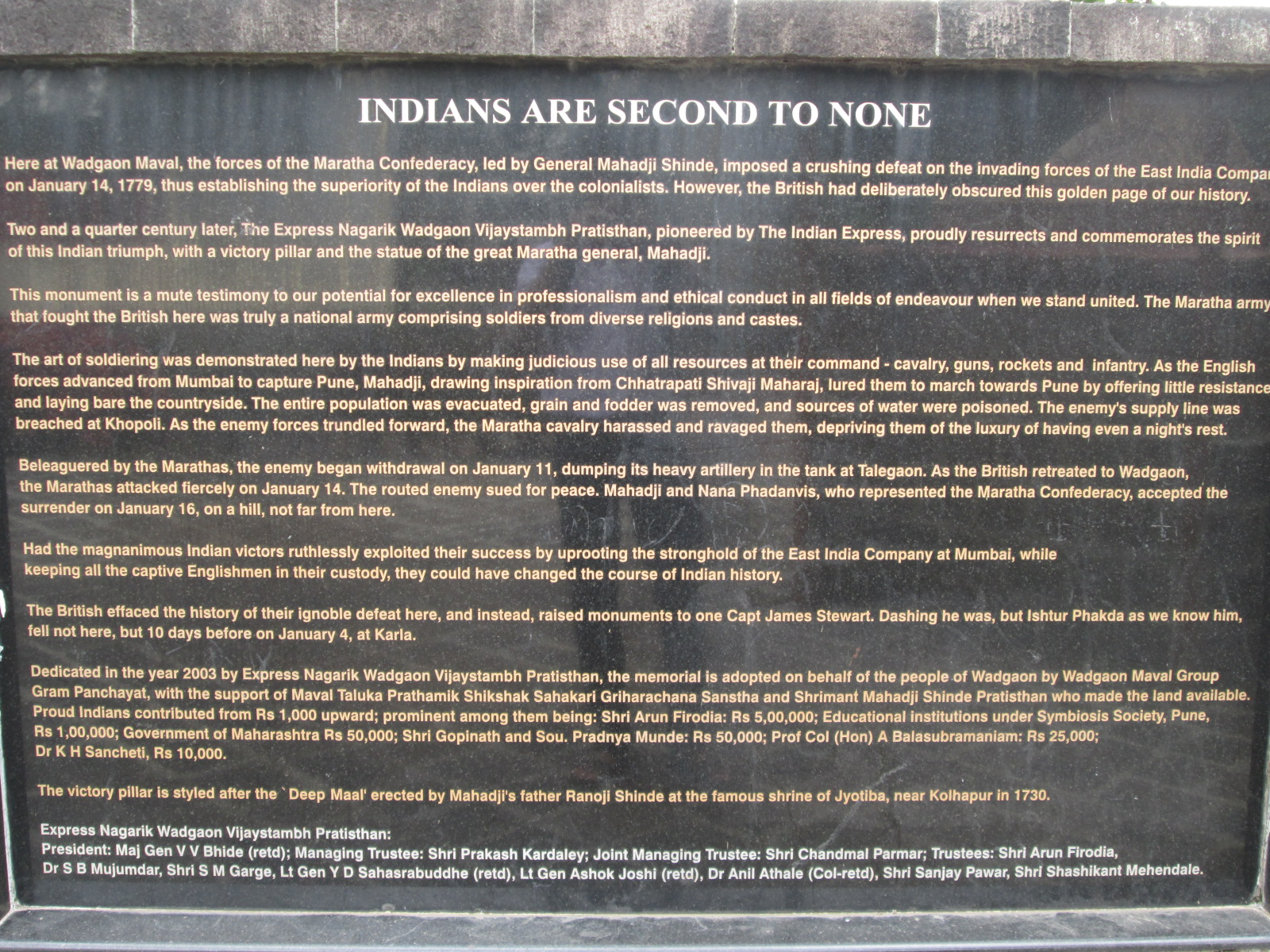
Informační deska na památníku popisující vítězství Maráthů nad Brity.

Po dobytí Vasai-Viráru pochodoval Goddard směrem k Puné. V bitvě u Bhór Ghátu v dubnu 1781 jej ale porazili Paršurambha, Haripant Phadke a Tukódží Hólkar. Ve střední Indii se Mahádadží přemístil na Málvu. Mahádadží měl zpočátku převahu a britské síly byly nucené ustoupit do Haduru. V únoru 1781 Britové porazili Mahádadží Šindého u města Sipri. Přesto byly britské síly pod neustálým tlakem Šindého početnější armády. Britské zásobování bylo přerušeno, proto koncem března podnikly troufalý noční útok a podařilo se jim získat nejen zásoby, ale dokonce i zbraně a slony. Poté byla vojenská hrozba Mahádadží Šindého mnohem méně důrazná. Síly byly nyní vyrovnané. Mahádadží dosáhl významného vítězství u Siróndže, ale Britové se pomstili bitvou u Durdáhu 24. března 1781. V dubnu 1781 dorazil s posilami plukovník Murre. Mahádadží rozhodným vítězstvím porazil 1. července 1781 Murreho. Teď byl Mahádadží příliš silný na to, aby mohl být Brity poražen.

## Sálbáíská smlouva
Tato smlouva, známá jako smlouva ze Sálbáí, byla podepsána 17. května 1782 a byla ratifikována Hastingsem v červnu 1782 a Nánou Phadnavísem v únoru 1783. Smlouva ukončila první anglo-marathovskou válku, stvrdila status quo a jejím podpisem bylo dosaženo míru mezi oběma stranami na dobu 20 let.